# Corynotheca micrantha
Corynotheca micrantha är en grästrädsväxtart som först beskrevs av John Lindley, och fick sitt nu gällande namn av George Claridge Druce. Corynotheca micrantha ingår i släktet Corynotheca, och familjen grästrädsväxter.

## Underarter
Arten delas in i följande underarter:
- C. m. acanthoclada
- C. m. divaricata
- C. m. elongata
- C. m. gracilis
- C. m. micrantha
- C. m. panda

## Bildgalleri

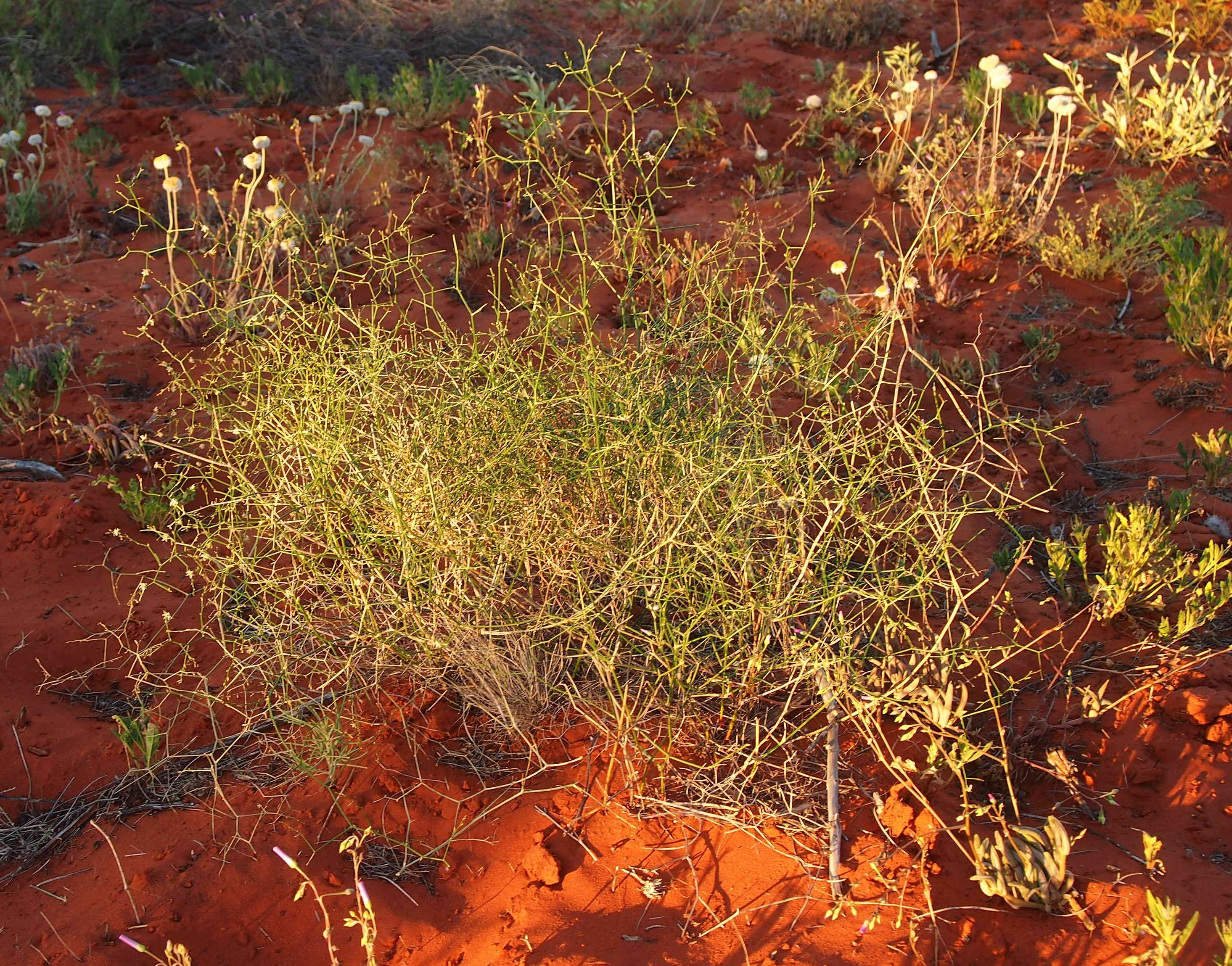